# Anomis leona
Anomis leona är en fjärilsart som beskrevs av William Schaus 1893. Anomis leona ingår i släktet Anomis och familjen nattflyn. Inga underarter finns listade i Catalogue of Life.